# Rich Swann
Richard "Rich" Swann (născut pe 15 februarie 1991) este un wrestler profesionist american care în prezent se află sub contract cu Impact Wrestling. Este cunoscut pentru timpul petrecut în WWE unde a fost campion Cruiserweight.
Înainte de asta a luptat în companii independente, cum ar fi Evolve, Full Impactul Pro (FIP), Pro Wrestling Guerrilla(PWG), Chikara, Combat Zone Wrestling (CZW), Dragon Gate, Dragon Gate USA și Jersey All Pro Wrestling.

## Campionate și Realizări
- Dragon Gate
  - Open the Owarai Gate Championship (1 data)
  - Open the Triangle Gate Championship (1 data) – cu Naruki Doi si Shachihoko Boy
- Evolve Wrestling
  - Open the United Gate Championship (1 data) – cu Johnny Gargano
- Full Impact Pro
  - FIP Tag Team Championship (1 data) – cu Roderick Strong
  - FIP World Heavyweight Championship (2 ori)
  - Florida Rumble (2014) – cu Caleb Konley
- NWA Florida Underground Wrestling/NWA Signature Pro
  - FUW Flash Championship (1 data)
- Pro Wrestling Illustrated
  - PWI ranked him #119 of the top 500 singles wrestlers in the PWI 500 in 2015
- Real Championship Wrestling
  - RCW Cruiserweight Championship (1 data)
- Revolution Pro Wrestling
  - Undisputed British Tag Team Championship (1 data) – cu Ricochet
- SoCal Uncensored
  - Match of the Year (2013) con Ricochet vs. DojoBros (Eddie Edwards si Roderick Strong) y The Young Bucks (Matt Jackson y Nick Jackson) on August 9[4]
- WWE
  - WWE Cruiserweight Championship (1 dată)[5]